# Edinburgh Playhouse
Edinburgh Playhouse est un ancien cinéma d'Édimbourg, en Écosse, qui accueille actuellement des comédies musicales et des concerts. Sa capacité est de 3 059 places, ce qui en fait le plus grand théâtre non sportif au Royaume-Uni en termes de capacité (Le Hammersmith Apollo de Londres, qui est un bâtiment similaire, a plus de sièges, mais il n’est utilisé que pour des concerts, pas pour des comédies musicales). Le théâtre appartient à l’Ambassador Theatre Group. 

## Histoire
Le théâtre a ouvert ses portes en 1929 comme un méga-cinéma et s'inspirait du cinéma Roxy à New York ,. Il a été conçu par l'architecte spécialiste du cinéma John Fairweather, réputé pour son cinéma Green's Playhouse à Glasgow. À son ouverture, il était le plus grand cinéma d'Ecosse et le 4ème plus vaste du Royaume-Uni. Le cinéma a fermé ses portes au début des années 1970. À la suite d'une menace de démolition, une campagne publique a abouti à une pétition de 15 000 signatures qui a abouti à l’inscription du bâtiment comme Monument de Catégorie B en 1974, puis Historic Scotland l'a élevé en Catégorie A en 2008.

## Performances
Au cours des dernières années, le Playhouse a accueilli une grande variété d’artistes et de spectacles. 
Il s'adresse également aux jeunes de la région qui participent à des projets d’expérience sur la scène et à des projets de comédies musicales dans lesquels des enfants de 10 ans et des jeunes adultes de 21 ans peuvent assister à des spectacles sur la scène de renommée mondiale. 
Il est utilisé comme lieu de rencontres pour le Festival international d'Édimbourg et le Festival Fringe d'Édimbourg en août.  

## Fantôme
On dit que le bâtiment est hanté par un fantôme appelé Albert, un homme en habit gris qui apparaît au sixième niveau accompagné d'un frisson dans l'air. Selon les avis, il aurait été soit un machiniste de théâtre tué dans un accident, soit un veilleur de nuit qui s’est suicidé . 